# 홀쭉이로리스
홀쭉이로리스는 홀쭉이로리스속(Loris)에 속하는 로리스의 총칭이다. 슬렌더로리스 또는 인디아로리스로도 불린다. 인도와 스리랑카에서 서식하는 2종을 포함하고 있다. 나무 위에서 주로 생활한다. 열대 우림과 관목 숲, 준 낙엽활엽수림, 습지에서 발견된다. 수명은 약 15년이고 야행성 동물이다. 먹이는 보통 곤충과 파충류, 식물 새싹과 열매이다.

## 분포 및 서식지
붉은홀쭉이로리스는 스리랑카에서 발견되고 회색홀쭉이로리스는 스리랑카와 인도에서 발견된다. 붉은홀쭉이로리스의 두 아종은 서식지 선호도가 다르다. 저지대로리스(L. t. tardigradus)는 스리랑카 남서부 습윤 지대의 습한 저지대 숲(해발 470m까지)을 선호하는 반면, 산지로리스(L. t. nycticeboides)는 해발 1,800~2,300m의 운무림과 산지, 고지대 상록수림을 선호한다. 회색홀쭉이로리스는 열대 우림과 1차 및 2차림, 해안 아카시아 관목림, 반 상록수림, 습지, 해발 2,000m까지의 대나무 숲에서 발견할 수 있다.

## 습성
홀쭉이로리스 암컷은 일반적으로 독점적인 서식지를 가지고 있는 반면 수컷은 다른 개체와 겹칠 수 있다. 그들은 종종 잠을 자기 위해 작은 사회 집단을 형성하는데, 여기에는 두 성별의 성체와 어린 개체가 포함된다. 이 집단은 또한 서로 손질을 하고 레슬링 놀이를 한다. 성체는 일반적으로 밤에 따로 사냥한다. 수컷은 발정기 동안 암컷을 따라 다니며 장난스런 싸움을 거친 후에 짝짓기가 일어날 수 있다. 회색홀쭉이로리스는 종종 쌍둥이를 낳지만 생존율은 낮다. 갓 태어난 새끼는 몇 주 동안 어미의 앞부분에 매달려 있고 그 후에는 어미가 먹이를 먹으러 가는 동안 나무에 매달려 있다. 그들은 잎으로 둥지를 만들거나 나무의 구멍이나 살기에 안전한 비슷한 장소를 찾는다.

### 식성
홀쭉이로리스는 동물성 먹이를 가장 많이 섭취하는 영장류 중 하나이다. 붉은홀쭉이로리스는 동물 먹이만 먹는 것으로 관찰되었지만 회색홀쭉이로리스는 주로 육식성(대부분 곤충) 먹이 뿐만아니라 새 알과 열매, 잎, 새싹, 가끔은 무척추동물과 도마뱀붙이, 도마뱀도 먹는다. 단백질과 영양소 흡수를 극대화하기 위해 비늘과 뼈를 포함하여 먹이의 모든 부분을 섭취한다. 개미와 해로운 딱정벌레와 같은 독성 먹이를 소화할 수 있으며, 공격을 피하기 위해 먹이의 화학 성분을 흉내내기 위해 개미 집단에 들어가기 전에 손에 소변을 본다.

## 멸종 위협
생물학자에 따르면, 밀렵 활동으로 인해 타밀나두에서 개체수가 꾸준히 감소하고 있다. 원주민들은 늘 홀쭉이로리스의 모든 부위에 약효나 마법의 힘이 있다고 믿어 왔다. 이는 홀쭉이로리스의 감소에 크게 기여했다. 게다가 홀쭉이로리스는 불법적으로 밀수되어 증가하는 이국적인 애완동물 무역에 공급된다. 다른 위협으로는 서식지 상실과 전선에 의한 감전 사고, 교통사고 등이 있다. 타밀나두 서부 지역에서는 홀쭉이로리스의 불법 밀렵에 대한 단속이 강화되고 있다. 게다가 콜롬보, 캔디, 자프나, 트링코말리, 방갈로르, 티루반타푸람, 첸나이, 넬로어를 포함하여 홀쭉이로리스가 서식하는 지역의 주요 도시가 개발되면서 서식지가 파괴되었다. 그러나 벵갈루루에서 보여진 바와 같이 회색홀쭉이로리스의 도시 개체군은 충분한 나무와 숲이 있는 경우 도시 지역에서 생존할 수 있다.
열대 우림 서식지의 파괴도 개체수 감소에 기여하고 있다. IUCN은 붉은홀쭉이로리스를 준위협종으로, 회색홀쭉이로리스를 멸종 위기종으로 분류하고 있지만, 이들은 인도 야생동물 보호법 부록 1에 따라 가장 높은 수준의 법적 보호를 받고 있다. WWF-인도에서는 서가츠-닐기리스 지역에서 광범위한 보존 활동을 통해 날씬로리스의 서식지를 보호하기 위해 노력하고 있다.

## 카다부르 홀쭉이로리스 보호구역
인도 최초의 홀쭉이로리스 보호구역으로 카다부르 홀쭉이로리스 보호구역이 지정되었다. 타밀나두 주의 카루르와 딘디굴 지구에 위치해 있다. 야생 동물 보호 구역은 11,806ha의 면적을 차지한다.

## 하위 종
- 붉은홀쭉이로리스 (L. tardigradus)
- 회색홀쭉이로리스 (L. lydekkerianus)